# エイブラハム・テッサー
Abraham Tesser （1941年5月24日、ニューヨーク州ブルックリン - ）は、ジョージア大学の心理学名誉教授。テッサーの研究は、社会心理学の分野のいくつかの分野に多大な貢献を為した。中でも、自己評価維持モデル（自己強化の動機に焦点を当てた社会心理学の理論）を作成したことで注目される。
アブラハム・テッサーは1962年にロングアイランド大学で学士、1965年に修士号を修めた。1967年にパデュー大学で博士号。ジョージア大学の名誉教授であり、そこで教授職を務め（1967-1999）、行動研究所の所長を務めた（1984-1994）。2000年にパーソナリティと社会心理学会の会長として、また、パーソナリティと社会心理学ジャーナルの編集者として、社会心理学の分野で活躍した。主な研究貢献は、対人コミュニケーション、態度、自己の心理学。

## 自己評価維持理論
自己評価維持理論 は、他者の高いパフォーマンスが私たち自身の行動にどのような影響を与えるかについての理論である。
この理論によれば、他者が高いパフォーマンスを行った場合、私たちは「比較プロセス(comparison process)」か「反映プロセス(reflection process)」のいずれかのプロセスで反応する。
友人や親戚などの親しい人が、「自分と関連性の高い領域(highly self-relevant domain)」で優れたパフォーマンスを発揮する場合、「比較プロセス」が行われ、その人の実績と自分の実績を比べることによって、自己評価は下がる可能性が高い（例えば、同じ受験校を第一志望にしている友人の模試の成績が、自分よりも良い場合、自己評価は下がりやすい）。しかし、その優れたパフォーマンスが自分と関連性が低い領域で発揮される場合は、「反映プロセス」が行われ、友人や親戚のパフォーマンスの高さが、自分の自己評価を高めることになりやすい（例えば、友人が自分とは無関係の分野で高い評価を受けた場合、「このような優れた友人をもって誇らしい」と自己評価は上がりやすい）。